# Distant
Long Distance (también conocida como Distant) es una película estadounidense de ciencia ficción dirigida por Josh Gordon y Will Speck y escrita por Spenser Cohen. Está protagonizada por Anthony Ramos, Naomi Scott y Zachary Quinto.

## Argumento
La nave espacial del minero de asteroides Andy es golpeada, por lo que es expulsado en una cápsula a un extraño planeta ayudado con un traje de supervivencia de IA. Al perder oxígeno, se conecta por radio con su compañera de tripulación Naomi, única sobreviviente quien está atrapada dentro de su cápsula de escape, ahora tendrá que buscarla y rescatarla.

## Reparto
- Anthony Ramos como Andy Ramírez
- Naomi Scott como Naomi Calloway
- Zachary Quinto como L.E.O.N.A.R.D., la voz del traje de supervivencia de IA de Andy
- Kristofer Hivju como Dwayne

## Producción
El 21 de febrero de 2019, Amblin Partners anunció que había comprado Distant, un guion específico de Spenser Cohen. En agosto de 2019, se anunció que Josh Gordon y Will Speck dirigirían la película, con Brian Kavanaugh-Jones, Fred Berger y Anna Halberg como productores. En diciembre de 2019, Anthony Ramos se unió al elenco. Rachel Brosnahan fue elegida en febrero de 2020, pero luego abandonó debido a conflictos de programación; fue reemplazada por Naomi Scott en agosto de 2020.
El rodaje comenzó en Budapest, Hungría, el 21 de septiembre de 2020. Como resultado de la pandemia de COVID-19, el elenco y el equipo siguieron una serie de protocolos de seguridad, incluidos procedimientos de "desinfección exhaustiva", uso de máscaras faciales y distanciamiento social. En octubre de 2020, se informó que Kristofer Hivju también protagonizaría. El rodaje concluyó el 13 de noviembre de 2020. En mayo de 2021, la película aún se encontraba en postproducción. Steven Price compuso la partitura musical. En julio de 2021, Zachary Quinto fue confirmado como parte del elenco. Gregory Plotkin fue el editor de la película.

## Estreno
Long Distance estaba originalmente programado para el 11 de marzo de 2022, el 16 de septiembre de 2022 y luego el 27 de enero de 2023, antes de ser retirado silenciosamente del calendario de lanzamientos de Universal Pictures. Según el sitio web de Amblin, estaba programado para el 19 de enero de 2024. Sin embargo, el 9 de noviembre de 2023, la película volvió a ser eliminada de la programación. Desde entonces no se ha anunciado oficialmente ninguna nueva fecha de lanzamiento.